# 里村 (愛知県)
里村（さとむら）は、かつて愛知県碧海郡にあった村である。
現在の安城市北部（里町・浜屋町など）に該当する。

## 歴史
- 1884年（明治17年）- 里村と大浜茶屋村が合併し、里村となる。
- 1889年（明治22年）10月1日 - 町村制により里村が発足。
- 1906年（明治39年）5月1日 - 安城村、箕輪村、福釜村、赤松村、今村、平貴村、古井村、及び長崎村の一部[1]と合併し、安城町が発足。同日里村は廃止。